# Natureza Viva

A jornalista Mara Régia nos estúdios da Rádio Nacional da Amazônia, onde é produzido e transmitido o Natureza Viva.

Natureza Viva é um programa de rádio brasileiro transmitido pela Rádio Nacional da Amazônia, voltado para a divulgação de temas ambientais e sociais, com ênfase na realidade de comunidades da Amazônia. O programa tem um papel relevante na disseminação de informações sobre direitos, sustentabilidade e cidadania, funcionando como um canal de diálogo entre populações tradicionais e a sociedade em geral.
Ao longo de sua trajetória, o Natureza Viva e sua apresentadora Mara Régia receberam diversos reconhecimentos e prêmios por sua contribuição à comunicação socioambiental, incluindo o Prêmio Towards 2000 (1995), Prêmio Embrapa de Reportagem (1995), o Troféu Gaia (1996) e o Prêmio Chico Mendes de Meio Ambiente (2006).  Por sua atuação no Natureza Viva em prol da conservação da natureza e dos direitos das mulheres (e também no programa Viva Maria), Mara Régia foi indicada ao Prêmio Nobel da Paz em 2005 no contexto do projeto "1000 Mulheres pela Paz".

## História
Natureza Viva foi criado pela Radiobrás no início dos anos 90 para promover os cuidados com o meio ambiente entre a população da Amazônia. A partir de 1993, por meio de uma parceria entre a Rádio Nacional, o WWF-Brasil e o Grupo de Trabalho Amazônico (GTA), o programa teve seus objetivos ampliados, passando a incluir a educação ambiental e o fortalecimento da identidade cultural dos povos amazônicos e a discussão de temas como conservação ambiental, direitos humanos, saúde e desenvolvimento sustentável.
O programa foi transmitido originalmente em ondas curtas, que ainda são essenciais para alcançar comunidades isoladas na Amazônia, onde outros meios de comunicação, incluindo rádios convencionais, não chegam devido às limitações de alcance e infraestrutura. Seu público-alvo é composto por  ribeirinhos, pescadores, seringueiros, quebradeiras de coco babaçu, trabalhadores extrativistas, indígenas, e associações de jovens e de mulheres.
A Rádio Nacional cobre mais da metade do território brasileiro e alcança potencialmente 60 milhões de pessoas, incluindo áreas remotas da região Norte. Hoje, além das ondas curtas, o programa é retransmitido por outras estações de rádio e também está disponível na internet. Também é importante a comunicação por meio das cartas que o programa recebe dos ouvintes.

### Impacto e relevância
Estudos indicam que o programa fortalece a comunicação comunitária e fomenta redes de solidariedade entre os diferentes grupos sociais da região. Ele também contribui para a preservação da memória cultural, registrando e divulgando saberes tradicionais, práticas ancestrais e modos de vida que frequentemente não são representados nos grandes meios de comunicação.
Em 1998, uma equipe da Universidade Metodista de Piracicaba (Unimep) entrevistou 540 moradores do Pará, Acre, Rondônia, Tocantins e Mato Grosso, confirmando o papel do rádio como principal veículo de comunicação na Amazônia. Esse estudo revelou que a totalidade das lideranças rurais da região conhecia o programa Natureza Viva e que 76,7% delas já haviam implementado ou utilizado pelo menos um conceito ou uma informação difundida pelo programa.